# Biserica „Buna Vestire” din Feleag
Biserica „Buna Vestire” este o biserică ortodoxă din satul Feleag, comuna Vânători, județul Mureș.

## Prima biserică și parohia
Din documentele medievale rezultă existența unei biserici catolice de piatră în sat, cu hramul Sfintei Cruci, atestată în anul 1270 și care în anul 1600 nu mai exista. Prima biserică ortodoxă din sat a fost construită în secolul al XV-lea, în anul 1655 fiind înființată „Parohia Ortodoxă Română Feleag”. Biserica era construită din lemn și se afla pe locul actualului lăcaș, turnul fiind separat de aceasta la aproximativ 10 metri. În turn se găseau două clopote și o toacă, fundația acestui turn există încă, îngropată în cimitirul parohiei.

## A doua și a treia Biserică
În anul 1860 se începe demolarea bisericii de lemn și construcția unui nou lăcaș pe fondul creșterii populației din sat, care se apropia de apogeul său la aproximativ 570 de locuitori. Pentru ca sătenii sa aibă unde sa se roage pe parcursul construcției, o a doua biserică, mai mică fusese construită în vecinătatea cimitirului. În anul 1862, după doi ani de lucrări, biserica este terminată, având dimensiunile mai mari decât cea de lemn, păstrând însă modelul cu turnul separat de biserică unde se găseau toaca și două clopote noi de diferite mărimi turnate în 1865. Noua biserică era construită din zid de piatră pana la înălțimea de 1,20 metri, restul fiind construit din cărămidă. Dimensiunile noului lăcaș erau de 16 metri lungime și 8 metri lățime, având trei ferestre cu vitralii pe fiecare parte.

## Turnul
În anul 1914 este dărâmat turnul și este construit unul lipit de biserică, astfel aceasta devenind în stil navă. Turnul este construit din cărămidă pe fundație de piatră și are două etaje însumând o înălțime de 12 metri.

## Clopotele
În anul 1916, în timpul Primului Război Mondial, două dintre clopote (cel mare și cel mijlociu) au fost luate de către armata Imperiului austro-ungar și au fost topite pentru fabricarea de gloanțe, în turnul  bisericii rămânând doar clopotul cel mic. Acestea au fost înlocuite abia în anul 1938 în timpul păstoririi preotului Nicolae Hantău, cu două clopote noi turnate în atelierele inginerului Fritz Kauntz la Sibiu. Situată pe deal în interiorul cimitirului, transportul clopotelor până la biserică s-a realizat cu greu după cum spuneau bătrânii satului: „patru boi se chinuiau să le tragă pe deal în sus”.

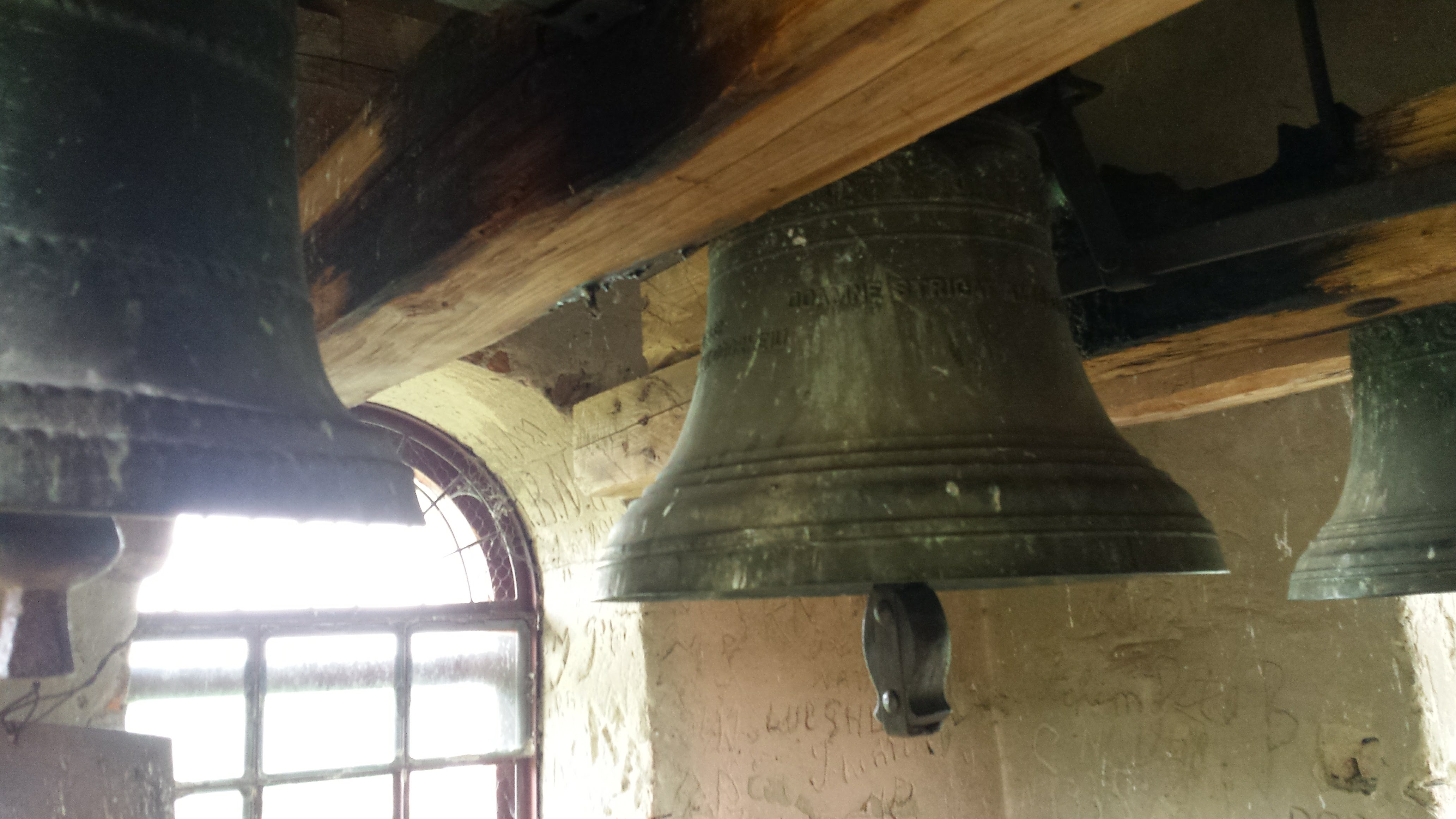
Clopotele din turn. În stânga se află clopotul cel mic din 1865, la mijloc și în dreapta aflându-se clopotul cel mare și cel mijlociu, ambele turnate la Sibiu în 1938.

## Renovarea
Din anul 2005 au început lucrări de renovare și consolidare a bisericii. Începând cu fundația care a fost consolidată, astfel reducându-se riscul unei alunecări de teren, pereții au fost reparați, țigla a fost înlocuită și turnul a fost acoperit cu tablă. În interior, pereții și iconostasul au fost zugrăviți din nou, covoarele și stranele au fost înlocuite cu unele noi iar în locul geamurilor vechi au fost instalate geamuri termopane. În prezent, aceasta este cea mai veche biserică ortodoxă din Comuna Vânători, Mureș.
Începând cu anul 2021 se începe construcția capelei mortuare din incinta cimitirului iar din anul 2023 biserica dispune de încălzire centrală prin construcția și instalarea unei centrale termice pe lemn.
Obiecte de valoare, atât religioasă cât și istorică, aflate în biserică sunt: un ceaslov din anul 1733, o axioniță din 1860, două icoane pictate pe lemn din anul 1865, două tetrapoade din lemn datate la 1903, un chivot din anul 1918 și o cruce din anul 1935.